# Braud (entreprise)
Pour les articles homonymes, voir Braud.
Braud est une entreprise française spécialisée dans la conception et la fabrication de machines agricoles, fondée en 1898 à Saint-Mars-la-Jaille. L'entreprise est rachetée en 1982 par l'entreprise Fiat-Allis. Depuis, la marque Braud apparaît sur quelques modèles de machines à vendanger fabriquées par New Holland.

## Historique

### Précurseur de la construction de batteuses en Loire-Atlantique

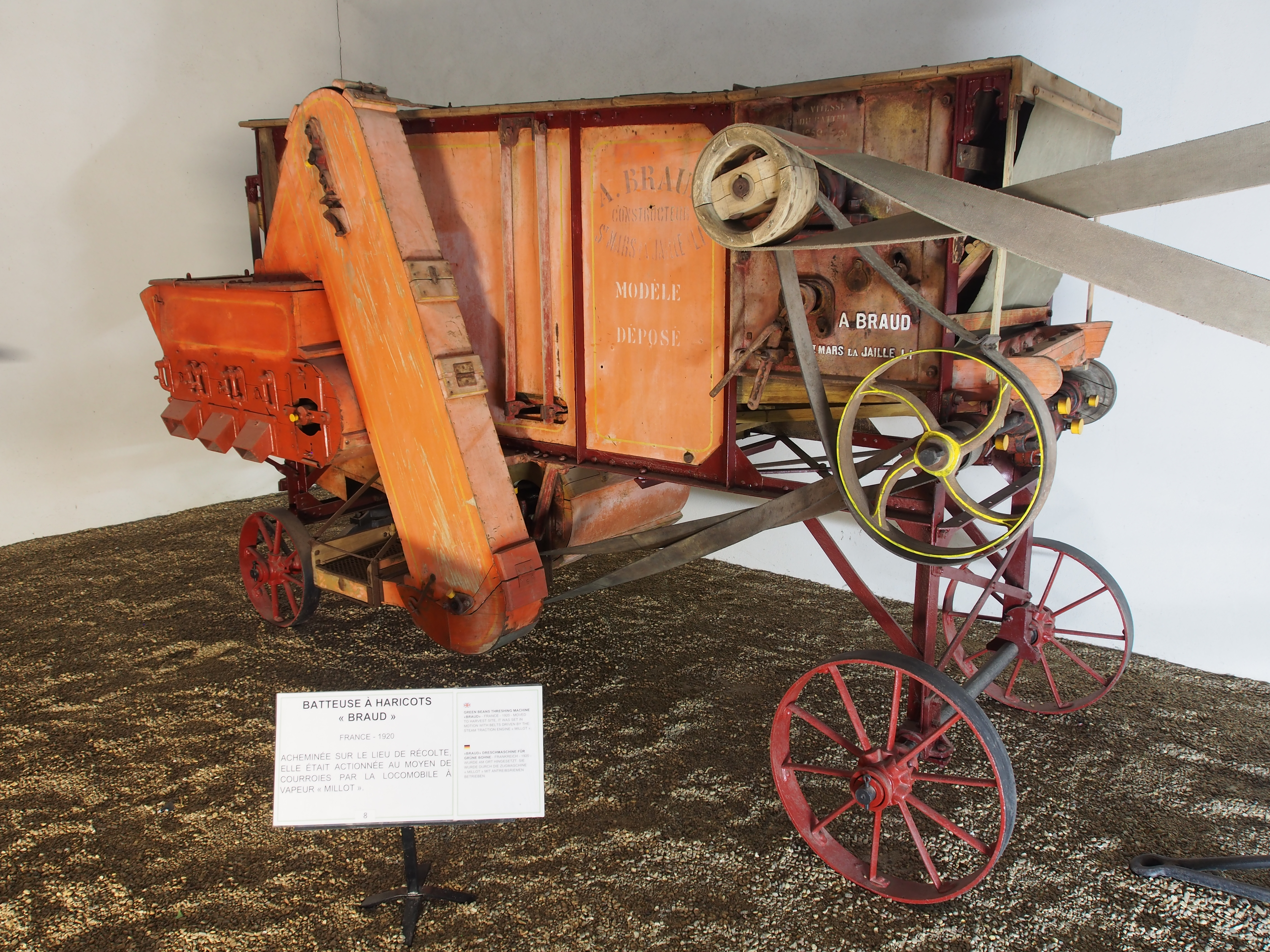
Batteuse à haricots Braud de 1920, Musée Maurice-Dufresne.

Fondée en 1898 par Alexandre Braud à Saint-Mars-la-Jaille, en Loire-Atlantique, la société se spécialise d'abord dans la construction de batteuses et sort son premier modèle en 1908 puis dans les années 1950, la société se lance dans la construction de moissonneuses batteuses.
Au milieu des années 1970, la société Braud élargit son activité en développant des modèles de ramasseuses-presses ainsi que de machines à vendanger. Les couleurs des machines sont alors de couleurs rouge et jaune.

### Rachat par des entreprises internationales
En 1982, à la suite d'une période difficile pour l'entreprise, Braud passe sous le contrôle de Fiat-Allis et continue la fabrication de moissonneuses-batteuses, celles-ci étant désormais bleues,. Puis, en 1988, la société intègre le groupe international CNH Global, filiale de Fiat Group qui rassemble des marques telles que New Holland, FiatAgri, Fiat-Allis et Ford. L'entreprise Braud de Saint-Mars La Jaille ferme en 1989.
Ce regroupement entraîne la disparition de la marque Braud au profit du fabricant américain de moissonneuses-batteuses New Holland. Cependant, la marque Braud continue d'apparaitre sur certains modèles de machines à vendanger, développées et fabriquées désormais par New Holland.

### Témoignage de l'évolution du machinisme agricole français
Aujourd'hui, la marque représente un exemple de l'évolution rapide des entreprises dans le machinisme agricole : l'activité est passée rapidement d'une industrie locale à des firmes internationales, en peu de temps, moins de 100 ans.
Un musée intitulé L'Aventure Braud lui est consacré à Saint-Mars-la-Jaille, Vallons-de-l’Erdre. Il ouvre ses portes en 2019,.

### Empreinte de l'entreprise Braud sur la ville de Saint-Mars-la-Jaille

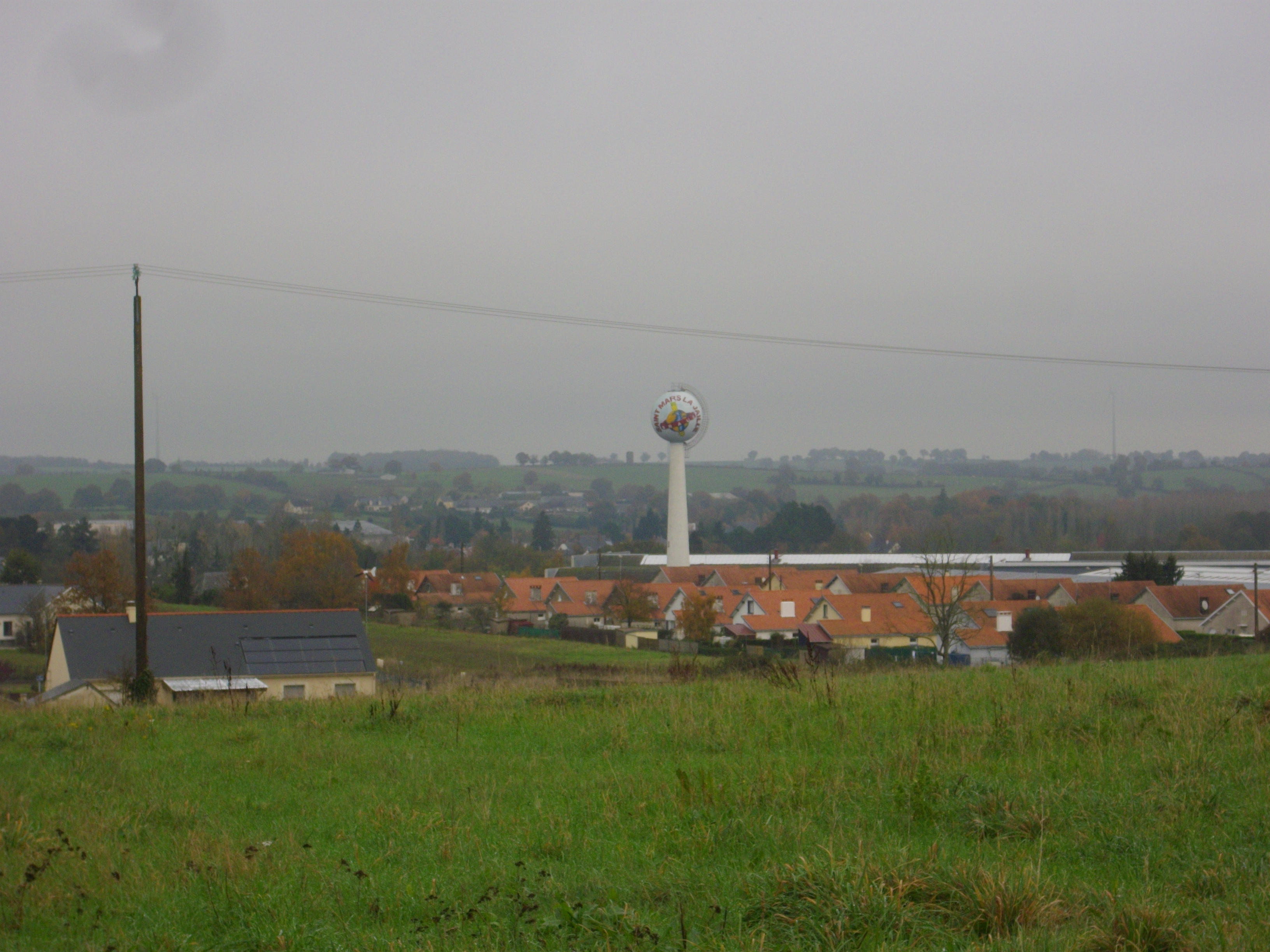
Saint-Mars-la-Jaille - vue générale

Différents lieux de la localité sont marqués par la présence de l'entreprise pendant un siècle. Le café-bar de l'Erdre, où l'on servait une anisette bleue à la couleur de l'entreprise, était la propriété du couple Braud. La piscine de Saint-Mars-la-Jaille, classée monument historique, porte le nom d'Alexandre Braud, maire de 1944 à 1965, qui est à l'origine de sa construction en 1954. La « cité Braud », constituée de 28 pavillons identiques qui subsistent encore, servait à loger les cadres de l'entreprise. La « boule Braud » surmonte un château d'eau construit en 1959 pour les besoins de l'usine. Le bourdon de l'église de Saint-Mars-la-Jaille a pour parrains le couple Braud qui avait versé la somme de 5 000 francs (équivalant à 8 000 euros de 2023) pour son acquisition en 1964,.

## Galerie d'images de différents modèles et machines

Braud
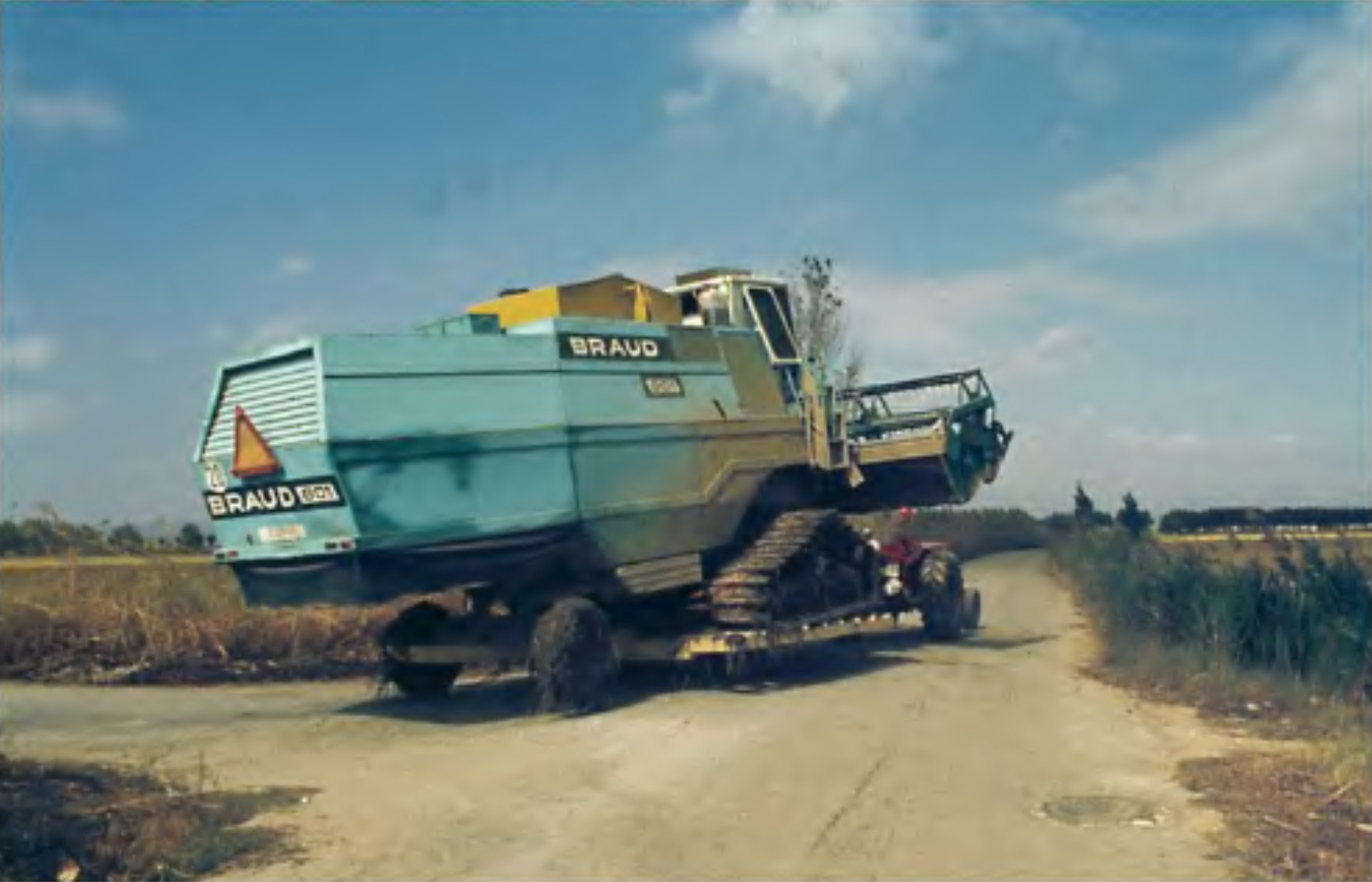
Transport d'une Braud 801 pour la récolte du riz, delta de l'Èbre, 1981.
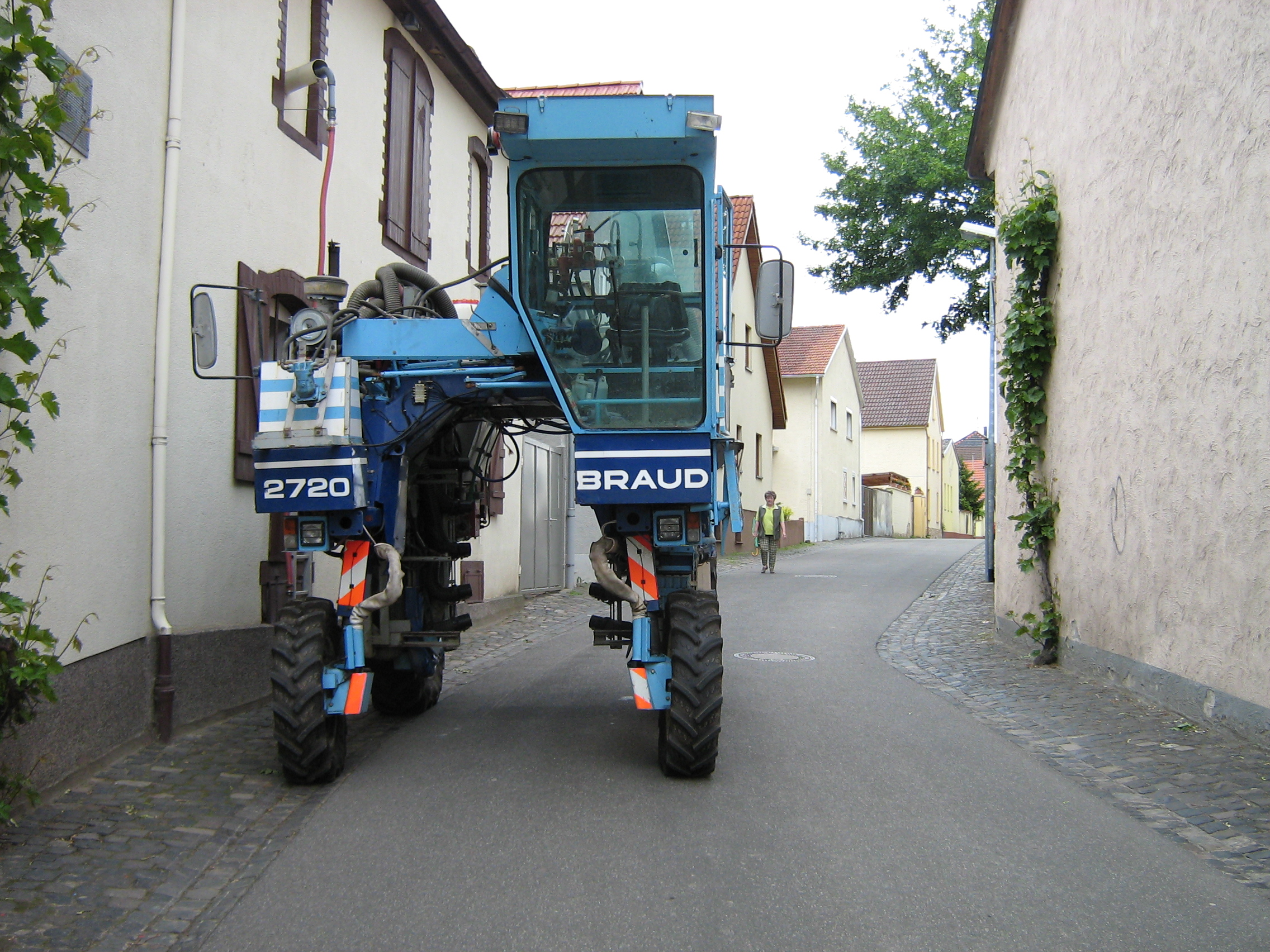
Vendangeuse Braud 2720.
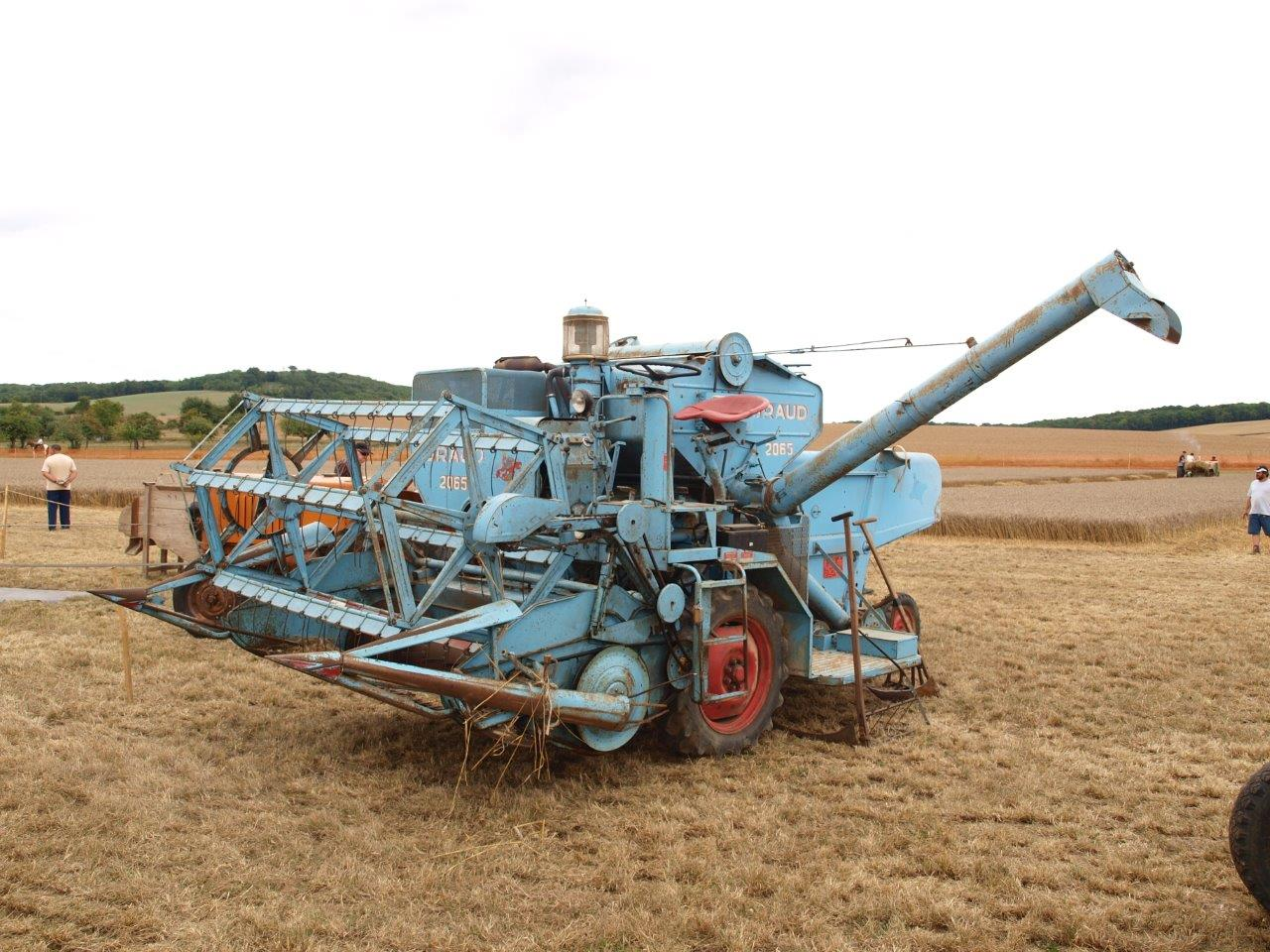
Moissonneuse-batteuse Braud 2065.
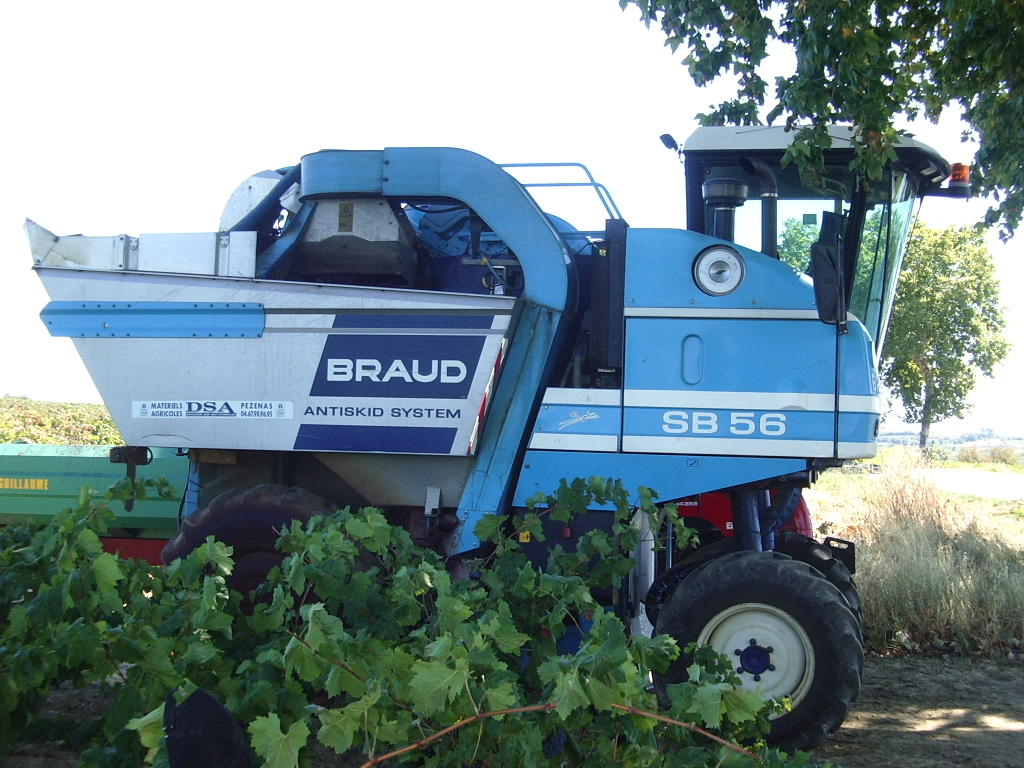
Machine à vendanger Braud
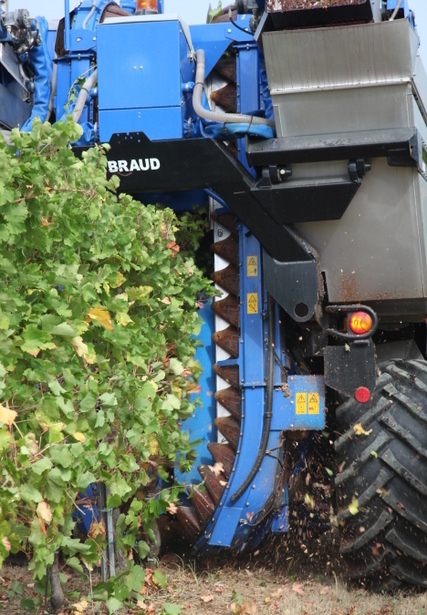
Vendangeuse Braud au travail, Lombardie, 2009.
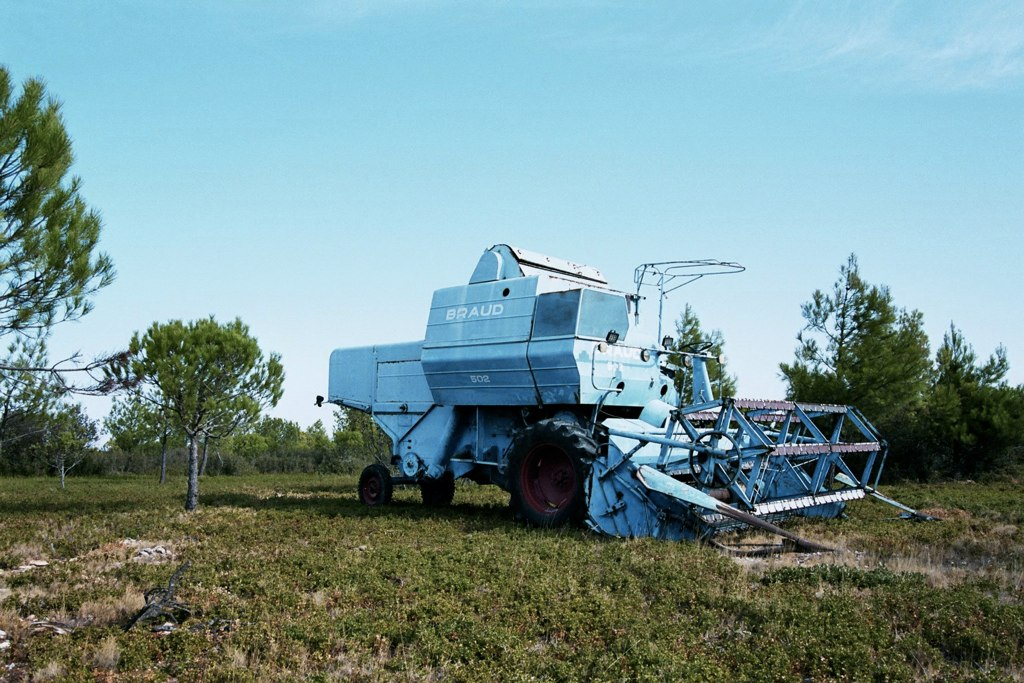
Braud 502, 2009
- Moissonneuse-batteuse Braud 700 en service en août 2023 à Rosières, Haute-Loire